# Hala'ib-trekanten
Hala'ib-trekanten er et landområde i det nordøstlige Afrika, ved det Røde Hav. Både Egypten og Sudan gør krav på området. Området kontroleres de facto af Egypten.
Til forskel fra Hala'ib-trekanten gør ingen af de to stater krav på det nærliggende område Bir Tawil.
22°28′09″N 35°31′23″Ø / 22.469166666667°N 35.523055555556°Ø